# Duomo di San Giovanni Battista (Gambarare)
La chiesa arcipretale di San Giovanni Battista, nota anche con il nome di Duomo di San Giovanni Battista, è la parrocchiale di Gambarare, in Città metropolitana di Venezia. È sede del vicariato di Gambarare in ambito del Patriarcato di Venezia.

## Storia
Il primo cenno riguardante questo edificio è contenuto nel testamento di Speronella Dalesmanini (fine XII secolo) dove, tra i vari beneficiari della sua eredità, compare anche la chiesa di Balladello. L'intitolazione al Battista fa pensare a un'origine più antica, essendo questo santo molto caro ai Longobardi.
Nel 1290, dopo un periodo di decadenza, venne acquistata dall'abate di Sant'Ilario Prando, che chiese al vescovo della diocesi di Treviso, un tempo comprendente anche Gambarare, di cedergli la giurisdizione sulla chiesa e i suoi diritti. Dopo l'acquisizione, Prando lavorò per alcuni anni al restauro del luogo sacro, che venne solennemente consacrato il 9 giugno 1306. Un'iscrizione mutila in caratteri gotici, individuata nel 2005 durante un restauro, sembra celebrare tale evento.
Il 27 marzo 1508 papa Giulio II concesse ai capifamiglia del paese il giuspatronato sulla scelta del parroco, cui rinunciarono solo nel 1998. In cambio, la chiesa ebbe il titolo di Duomo e il parroco quello di monsignore e canonico onorario della basilica di San Marco.
La chiesa ha subito nel tempo rimaneggiamenti e ricostruzioni, ma mantiene ancora gli originari tratti tardo-romanici. I vari interventi hanno visto l'utilizzo di marmi, pietre e colonne provenienti dalle rovine del monastero di Sant'Ilario.
Le modifiche più rilevanti sono state quelle novecentesche che portarono all'allungamento dell'edificio di circa sette metri verso est (con il conseguente rifacimento di coro e abside) e lo spostamento e la modifica degli altari.

## Interno
Delle opere qui conservate, si ricordano i resti di affreschi di Melchiorre Melchiori, risalenti alla seconda metà del Seicento e riportati alla luce nel 2005. Nella stessa occasione è stato restaurato l'organo, opera settecentesca di Gaetano Callido. Degni di nota anche il cinquecentesco fonte battesimale e i più recenti affreschi di Clauco Benito Tiozzo che sovrastano il pulpito. Nella sacrestia sono custoditi due armadi secenteschi in noce, due statue lignee cinquecentesche dei Santi Giovanni e Paolo e una Deposizione della bottega di Palma il Giovane.